# غيلبرت إيمي
غيلبرت إيمي (بالفرنسية: Gilbert Amy)‏ هو موزع وملحن وعازف بيانو فرنسي، ولد في 29 أغسطس 1936 في باريس في فرنسا.

## وصلات خارجية
- غيلبرت إيمي على موقع IMDb (الإنجليزية)
- غيلبرت إيمي على موقع ميوزك برينز (الإنجليزية)
- غيلبرت إيمي على موقع أول ميوزيك (الإنجليزية)
- غيلبرت إيمي على موقع ديسكوغز (الإنجليزية)
- غيلبرت إيمي على موقع قاعدة بيانات الفيلم (الإنجليزية)